# トリフェニルホスフィンオキシド
トリフェニルホスフィンオキシド (triphenylphosphine oxide) は、分子式 Ph3PO（Ph はフェニル基を示す）で表される有機リン化合物である。Ph3P=Oと表記されることもある。

## 用途
後述のように有機反応の副生成物として得られることが多く、この化合物自体にはあまり用途がない。酸素原子には若干の塩基性・配位能があり、「硬い」金属に対してよい配位子となる。

## 副生成物として
トリフェニルホスフィンは空気中に放置すると徐々に酸化されてこの化合物を生じる。またウィッティヒ反応、シュタウディンガー反応、光延反応などのトリフェニルホスフィンを用いる反応において、副生成物として生じる。
{\displaystyle {\ce {{Ph3PCl2}+ ROH -> {Ph3PO}+ {HCl}+ RCl}}}
結晶性が高いため、目的とする反応生成物との判別や分離が困難となることも多く、実際の合成過程においてよく問題となる。トリフェニルホスフィンオキシドはヘキサンなど低極性の溶媒には溶けにくいので、目的物がヘキサンに可溶の場合は濾過などの処理で分離することもできる。
{\displaystyle {\ce {{Ph3PO}+SiHCl3->{PPh3}+{1/n}{(OSiCl2)_{n}}+HCl}}}